# Eupithecia vellicata
Eupithecia vellicata là một loài bướm đêm trong họ Geometridae.